# 1542 w literaturze
Wydarzenia literackie w 1542 roku.

## Nowe poezje
- polskie
  - Klemens Janicki – Tristium liber

## Nowe dramaty
- polskie
  - Sąd Parysa królowica Trojańskiego

## Urodzili się
- Andrzej Kochanowski, polski poeta i tłumacz (zm. 1596)

## Zmarli
- Juan Boscán Almogaver, hiszpański poeta (ur. ok. 1490)